# Hornhautnarbe
Eine Hornhautnarbe (Cicatrix corneae) ist eine Narbenbildung im Bereich der Hornhaut des Auges (Cornea). Während oberflächliche Erosionen narbenlos ausheilen, kommt es bei Verletzungen die bis in das Stroma reichen oder die Hornhaut penetrieren stets zu einer Narbenbildung. Auch nach Verätzungen kommt es zur Vernarbung. Die Hornhautnarbe zeigt sich als graue bis weißliche Trübung des betroffenen Bereichs mit Verzerrung des Spiegelbilds auf der Oberfläche der Hornhaut.
Die Hornhautnarbe kann in verschiedene Grade eingeteilt werden:
- Nubeculae corneae sind zarte, wölkchenartige Trübungen.
- Die Macula corneae (Hornhautfleck) ist eine kleinflächige, mäßige Trübung, die gräulich aussieht.
- Das Leucoma corneae ist eine weiße, undurchsichtige Narbe.

Eine Hornhautnarbe kann nur chirurgisch entfernt werden. Bei großflächigen Narben mit deutlicher Einschränkung der Sehfähigkeit ist eine Hornhauttransplantation notwendig.